# Luka Alexejewitsch Woronin
Luka Alexejewitsch Woronin (russisch Лука Алексеевич Воронин; * 1765; † 19. Jahrhundert) war ein russischer Zeichner, Ethnograph und Polarforscher.

## Leben
Woronin wurde 1770 Schüler der Kaiserlichen Akademie der Künste.

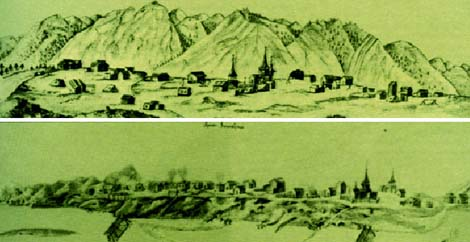
Woronins Zeichnungen der nicht mehr existierenden Stadt Saschiwersk an der mittleren Indigirka

Nach dem Abschluss seiner Ausbildung an der Akademie wurde Woronin in die Expedition Joseph Billings’ und Gawriil Sarytschews aufgenommen, die 1785–1793 die Nordostküste Sibiriens erkundete und kartografierte. Sie segelte in das Ochotskische Meer, die Beringsee und in den Golf von Alaska. Woronin begleitete Billings auf der Reise zur Tschuktschen-Halbinsel und nahm an Sarytschews Fahrt nach Ostsibirien teil. Er schuf Zeichnungen der Tschuktschensee, der Kolyma und des Lebens der dortigen Völker. Unterwegs zeichnete er die Natur und die Menschen, ihre Behausungen, ihre Kleidung, ihre Geräte, ihre Waffen und ihre Verkehrsmittel.
Nach der Rückkehr nach St. Petersburg1793 arbeitete Woronin in der Zeichnerei der Hauptadmiralität.
Woronins Arbeiten werden im Zentralen Marinearchiv und in der Russischen Nationalbibliothek aufbewahrt.